# ألكسندر خليفمان
ألكسندر فاليريفيتش خليفمان (من مواليد 18 يناير 1966) هو لاعب شطرنج وكاتب روسي. حصل على لقب أستاذ كبير من الاتحاد الدولي للشطرنج في عام 1990، نال لقب بطل العالم في الشطرنج عام 1999 بعد تغلبه على الأرميني فلاديمير أكوبيان 3.5 مقابل 2.5 ، لكنه خسر اللقب في العام التالي ضد بطل العالم فيشفاناثان أناند بنتيجة 1.5 مقابل 3.5 .

## روابط خارجية
- ألكسندر خليفمان على موقع الاتحاد الدولي للشطرنج (الإنجليزية)
- ألكسندر خليفمان على موقع مباريات الشطرنج (الإنجليزية)
- ألكسندر خليفمان على موقع 365Chess.com (الإنجليزية)
- ألكسندر خليفمان على موقع Chesstempo.com (الإنجليزية)
- ألكسندر خليفمان سجل أولمبياد الشطرنج على موقع OlimpBase.org (الإنجليزية)